# Barton-upon-Humber
Barton-upon-Humber è un paese di 9 334 abitanti della contea del Lincolnshire, in Inghilterra.